# Paryžius (Jonava)

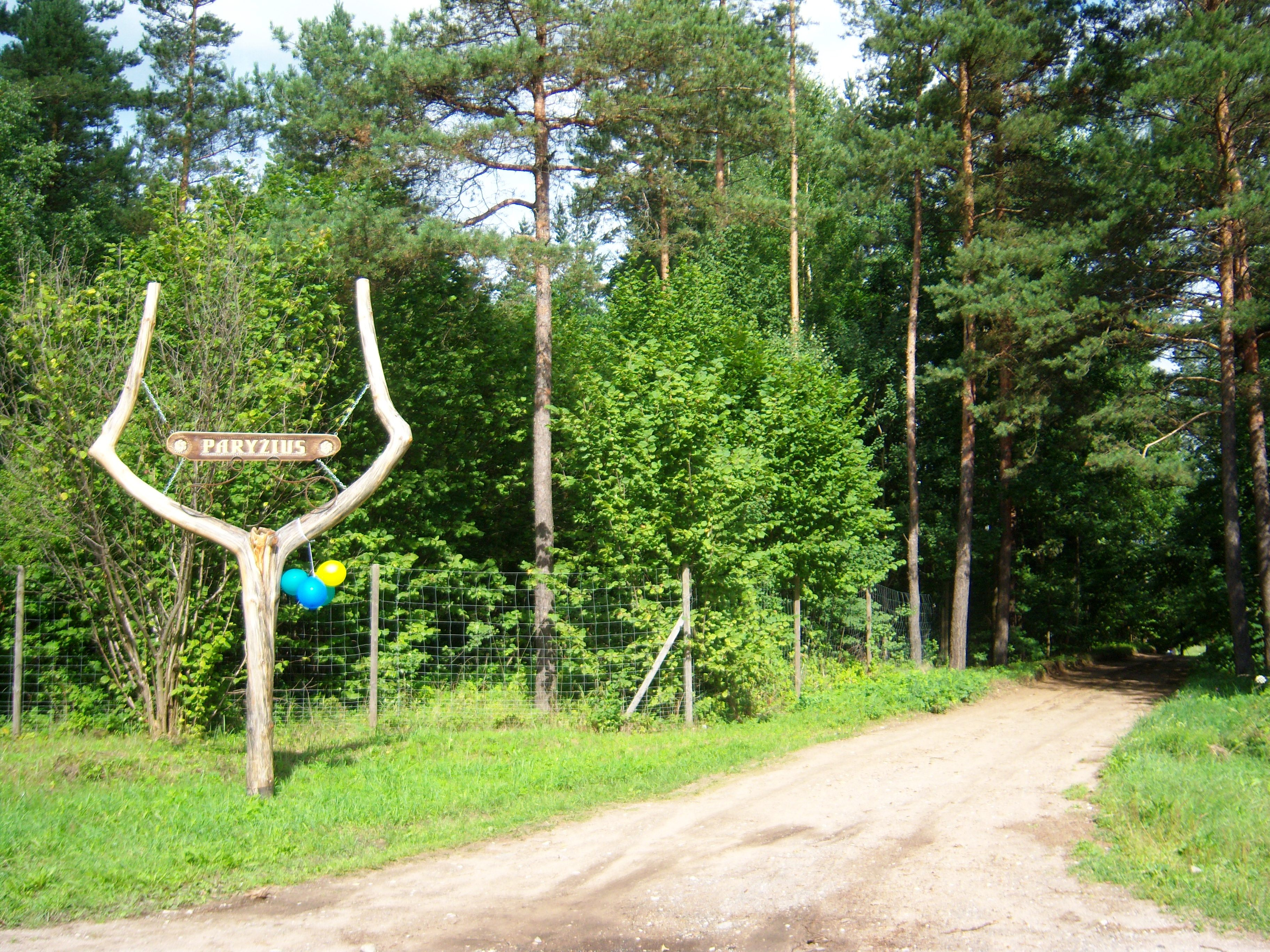
Einfahrt zum Dorf Paryžius

Paryžius (früher Paris) ist ein Ort im Unterbezirk Gulbiniškiai, im Amtsbezirk Dumsiai, in der Rajongemeinde Jonava, im Bezirk Kaunas, an der  Fernstraße Magistralinis kelias A6 (Kaunas–Zarasai–Daugpilis), am linken Flussufer der Neris, in Litauen. 2001 gab es nur 2 Einwohner.
Im Dorf stand ein 36-Meter-Feuerwachturm. Er gehörte der Oberförsterei Jonava.